# Жихлін (Пйотрковський повіт)
Жихлін (пол. Żychlin) — село в Польщі, у гміні Ґрабиця Пйотрковського повіту Лодзинського воєводства.
Населення — 71 особа (2011).
У 1975-1998 роках село належало до Пйотрковського воєводства.

## Демографія
Демографічна структура станом на 31 березня 2011 року:
|          | Загалом | Допрацездатний вік | Працездатний вік | Постпрацездатний вік |
| -------- | ------- | ------------------ | ---------------- | -------------------- |
| Чоловіки | 36      | 11                 | 24               | 1                    |
| Жінки    | 35      | 10                 | 22               | 3                    |
| Разом    | 71      | 21                 | 46               | 4                    |